# جائزة فرنسا الكبرى للدراجات النارية 1995
جائزة فرنسا الكبرى للدراجات النارية 1995 هو سباق دراجات نارية أقيم بتاريخ 9 يوليو 1995 في لو مان. كان الجولة الثامنة من أصل 13 في سباق الجائزة الكبرى للدراجات النارية موسم 1995. فاز ميك دوهان بفئة الموتو جي بي بينما جاء لوكا كادالورا في المركز الثاني وحصل على المركز الثالث داريل بيتي.

## وصلات خارجية
- الموقع الرسمي